# Sitia (gmina)
Sitia (gr. Δήμος Σητείας, Dimos Sitias) – gmina w Grecji, na Krecie, w administracji zdecentralizowanej Kreta, w regionie Kreta, w jednostce regionalnej Lasiti. Siedzibą gminy jest Sitia. W 2011 roku liczyła 18 318 mieszkańców. Powstała 1 stycznia 2011 roku w wyniku połączenia dotychczasowych gmin: Itanos, Lefki i Sitia.